# Grand Prix Německa 2014
Grand Prix Německa 2014 (oficiálně 2014 Formula 1 Grosser Preis Santander von Deutschland) se jela na okruhu Hockenheimring v Hockenheimu v Německu dne 20. července 2014. Závod byl desátým v pořadí v sezóně 2014 šampionátu Formule 1.

## Kvalifikace
| Poř.                       | No. | Jezdec            | Konstruktér             | Časy v kvalifikaci | Časy v kvalifikaci | Časy v kvalifikaci | Pořadí na startu |
| Poř.                       | No. | Jezdec            | Konstruktér             | Q1                 | Q2                 | Q3                 | Pořadí na startu |
| -------------------------- | --- | ----------------- | ----------------------- | ------------------ | ------------------ | ------------------ | ---------------- |
| 1                          | 6   | Nico Rosberg      | Mercedes                | 1:17.631           | 1:17.109           | 1:16.540           | 1                |
| 2                          | 77  | Valtteri Bottas   | Williams-Mercedes       | 1:18.215           | 1:17.353           | 1:16.759           | 2                |
| 3                          | 19  | Felipe Massa      | Williams-Mercedes       | 1:18.381           | 1:17.370           | 1:17.078           | 3                |
| 4                          | 20  | Kevin Magnussen   | McLaren-Mercedes        | 1:18.260           | 1:17.788           | 1:17.214           | 4                |
| 5                          | 3   | Daniel Ricciardo  | Red Bull Racing-Renault | 1:18.117           | 1:17.855           | 1:17.273           | 5                |
| 6                          | 1   | Sebastian Vettel  | Red Bull Racing-Renault | 1:18.194           | 1:17.646           | 1:17.577           | 6                |
| 7                          | 14  | Fernando Alonso   | Ferrari                 | 1:18.389           | 1:17.866           | 1:17.649           | 7                |
| 8                          | 26  | Daniil Kvjat      | Toro Rosso-Renault      | 1:18.530           | 1:18.103           | 1:17.965           | 8                |
| 9                          | 27  | Nico Hülkenberg   | Force India-Mercedes    | 1:18.927           | 1:18.017           | 1:18.014           | 9                |
| 10                         | 11  | Sergio Pérez      | Force India-Mercedes    | 1:18.916           | 1:18.161           | 1:18.035           | 10               |
| 11                         | 22  | Jenson Button     | McLaren-Mercedes        | 1:18.425           | 1:18.193           |                    | 11               |
| 12                         | 7   | Kimi Räikkönen    | Ferrari                 | 1:18.534           | 1:18.273           |                    | 12               |
| 13                         | 25  | Jean-Éric Vergne  | Toro Rosso-Renault      | 1:18.496           | 1:18.285           |                    | 13               |
| 14                         | 21  | Esteban Gutiérrez | Sauber-Ferrari          | 1:18.739           | 1:18.787           |                    | 17               |
| 15                         | 8   | Romain Grosjean   | Lotus-Renault           | 1:18.894           | 1:18.983           |                    | 14               |
| 16                         | 44  | Lewis Hamilton    | Mercedes                | 1:18.683           | Bez času           |                    | 20               |
| 17                         | 99  | Adrian Sutil      | Sauber-Ferrari          | 1:19.142           |                    |                    | 15               |
| 18                         | 17  | Jules Bianchi     | Marussia-Ferrari        | 1:19.676           |                    |                    | 16               |
| 19                         | 13  | Pastor Maldonado  | Lotus-Renault           | 1:20.195           |                    |                    | 18               |
| 20                         | 10  | Kamui Kobajaši    | Caterham-Renault        | 1:20.408           |                    |                    | 19               |
| 21                         | 4   | Max Chilton       | Marussia-Ferrari        | 1:20.489           |                    |                    | 21               |
| 107% času vítěze: 1:23.065 |     |                   |                         |                    |                    |                    |                  |
| —                          | 9   | Marcus Ericsson   | Caterham-Renault        | Bez času           |                    |                    | PL               |
| Zdroj:                     |     |                   |                         |                    |                    |                    |                  |

Poznámky
1. ↑  Esteban Gutiérrez obdržel trest posunu o 3 místa vzad za zavinění kolize v předchozím závodě.
2. ↑  Lewis Hamilton obdržel trest posunu o 5 míst vzad za neplánovanou výměnu převodovky.
3. ↑  Marcus Ericsson nezaznamenal čas, kterým by se kvalifikoval ve 107 % času vítěze. Start mu byl povolen sportovními komisaři. Zároveň musel startovat z boxové uličky, protože jeho auto bylo upraveno v podmínkách Parc Fermé.

## Závod
| Poř.   | No. | Jezdec            | Konstruktér             | Počet kol | Čas/Odstoupení | Pořadí na startu | Body |
| ------ | --- | ----------------- | ----------------------- | --------- | -------------- | ---------------- | ---- |
| 1      | 6   | Nico Rosberg      | Mercedes                | 67        | 1:33:42.914    | 1                | 25   |
| 2      | 77  | Valtteri Bottas   | Williams-Mercedes       | 67        | +20.789        | 2                | 18   |
| 3      | 44  | Lewis Hamilton    | Mercedes                | 67        | +22.530        | 20               | 15   |
| 4      | 1   | Sebastian Vettel  | Red Bull Racing-Renault | 67        | +44.014        | 6                | 12   |
| 5      | 14  | Fernando Alonso   | Ferrari                 | 67        | +52.467        | 7                | 10   |
| 6      | 3   | Daniel Ricciardo  | Red Bull Racing-Renault | 67        | +52.549        | 5                | 8    |
| 7      | 27  | Nico Hülkenberg   | Force India-Mercedes    | 67        | +1:04.178      | 9                | 6    |
| 8      | 22  | Jenson Button     | McLaren-Mercedes        | 67        | +1:24.711      | 11               | 4    |
| 9      | 20  | Kevin Magnussen   | McLaren-Mercedes        | 66        | +1 kolo        | 4                | 2    |
| 10     | 11  | Sergio Pérez      | Force India-Mercedes    | 66        | +1 kolo        | 10               | 1    |
| 11     | 7   | Kimi Räikkönen    | Ferrari                 | 66        | +1 kolo        | 12               |      |
| 12     | 13  | Pastor Maldonado  | Lotus-Renault           | 66        | +1 kolo        | 18               |      |
| 13     | 25  | Jean-Éric Vergne  | Toro Rosso-Renault      | 66        | +1 kolo        | 13               |      |
| 14     | 21  | Esteban Gutiérrez | Sauber-Ferrari          | 66        | +1 kolo        | 16               |      |
| 15     | 17  | Jules Bianchi     | Marussia-Ferrari        | 66        | +1 kolo        | 17               |      |
| 16     | 10  | Kamui Kobajaši    | Caterham-Renault        | 65        | +2 kola        | 19               |      |
| 17     | 4   | Max Chilton       | Marussia-Ferrari        | 65        | +2 kola        | 21               |      |
| 18     | 9   | Marcus Ericsson   | Caterham-Renault        | 65        | +2 kola        | PL               |      |
| Ret    | 99  | Adrian Sutil      | Sauber-Ferrari          | 47        | Přetočení      | 15               |      |
| Ret    | 26  | Daniil Kvjat      | Toro Rosso-Renault      | 44        | Tlak oleje     | 8                |      |
| Ret    | 8   | Romain Grosjean   | Lotus-Renault           | 26        | Tlak vody      | 14               |      |
| Ret    | 19  | Felipe Massa      | Williams-Mercedes       | 0         | Kolize         | 3                |      |
| Zdroj: |     |                   |                         |           |                |                  |      |

## Průběžné pořadí po závodě
Pohár jezdců
|  | Pořadí | Jezdec           | Body |
|  | ------ | ---------------- | ---- |
|  | 1      | Nico Rosberg     | 190  |
|  | 2      | Lewis Hamilton   | 176  |
|  | 3      | Daniel Ricciardo | 106  |
|  | 4      | Fernando Alonso  | 97   |
|  | 5      | Valtteri Bottas  | 91   |

Pohár konstruktérů
|   | Pořadí | Konstruktér             | Body |
| - | ------ | ----------------------- | ---- |
|   | 1      | Mercedes                | 366  |
|   | 2      | Red Bull Racing-Renault | 188  |
| 1 | 3      | Williams-Mercedes       | 121  |
| 1 | 4      | Ferrari                 | 116  |
|   | 5      | Force India-Mercedes    | 98   |